# Saint-Genis-de-Saintonge
Saint-Genis-de-Saintonge är en kommun i departementet Charente-Maritime i regionen Nouvelle-Aquitaine i västra Frankrike. Kommunen ligger  i kantonen Saint-Genis-de-Saintonge som ligger i arrondissementet Jonzac. År 2022 hade Saint-Genis-de-Saintonge 1 252 invånare.

## Befolkningsutveckling
Antalet invånare i kommunen Saint-Genis-de-Saintonge
Referens:INSEE